# 住吉三神

イザナギの禊ぎによって生まれた神々（『古事記』に基づく） SVGで表示（対応ブラウザのみ）

住吉三神（すみよしさんじん）は、神道で信仰される神である。

## 概要
『日本書紀』では主に底筒男命（そこつつのおのみこと）・中筒男命（なかつつのおのみこと）・表筒男命（うわつつのおのみこと）、『古事記』では主に底筒之男神（そこつつのおのかみ）・中筒之男神（なかつつのおのかみ）・上筒之男神（うわつつのおのかみ）と表記される3神の総称である。住吉大神ともいうが、この場合は住吉大社にともに祀られている息長帯姫命（神功皇后）を含めることがある。
其底筒之男命、中筒之男命、上筒之男命三柱神者、墨江之三前大神也。—古事記
審神者曰「今不答而更後有言乎。」則對曰「於 日向國 橘小門之水底所居 而水葉稚之出居神、名表筒男・中筒男・底筒男神之有也。」問「亦有耶。」答曰「有無之不知焉。」—日本書紀
「住吉」は、元は「すみのえ」（墨江）と読んだ。
かつての神仏習合の思想では、それぞれ薬師如来（底筒之男神）、阿弥陀如来（中筒之男神）、大日如来（上筒之男神）を本地とすると考えられた。

## 誕生
伊邪那岐命と伊邪那美命は国生みの神として大八島を生み、またさまざまな神を生んだが、伊邪那美命が火之迦具土神を生んだときに大火傷を負い、黄泉国（死の世界）に旅立った。その後、伊邪那岐命は、黄泉国から伊邪那美命を引き戻そうとするが果たせず、「筑紫の日向の橘の小戸の阿波岐原」で、黄泉国の汚穢を洗い清める禊を行った。このとき、瀬の深いところで底筒之男神が、瀬の流れの中間で中筒之男神が、水表で上筒之男神が、それぞれ生まれ出たとされる。

## 住吉三神と神功皇后
日本書紀によれば、仲哀天皇の御代、熊襲、隼人など大和朝廷に反抗する部族が蜂起したとき、神功皇后が神がかりし、「貧しい熊襲の地よりも、金銀財宝に満ちた新羅を征討せよ。我ら三神を祀れば新羅も熊襲も平伏する」との神託を得た。しかし仲哀天皇はこの神託に対して疑問を口にしたため、祟り殺されてしまう。その後、再び同様の神託を得た神功皇后は、自ら兵を率いて新羅へ出航した。皇后は神々の力に導かれ、戦わずして新羅、高句麗、百済の三韓を従わせたという。

## 土佐日記における記述
『土佐日記』（10世紀中頃成立）における記述（「住吉の明神」の項）として、船旅の際、突風を起こして進めなくし、番頭が客に対して、住吉明神が何かを欲しがっているといって幣を奉納させるが、波は荒れ、弊では満足できていないため、もっと喜ぶような品を奉納しなさいといわれたため、鏡を海に奉納すると、たちまち海は鏡面のように静まったとされ、欲しがりな神として描かれている。「ちぶりの神」の項では、海賊が追いかけてくると聞き、番頭に命じて幣を落とさせ、幣が散った方＝海神に手向けた方角に舟を漕ぎ、海神を祀る場面が見られる。

## 住吉三神を祀る主な神社
住吉三神を祀る神社は住吉神社などという社名で、日本全国に約600社ある。その内、4社が近代社格制度において官社 (国幣中社、官幣小社、官幣中社、官幣大社) に列格されている。
（おおまかにいって、西から東に広まっていったと推定される。）
- 三大住吉　三韓征伐に由来する神社
  - 住吉大社（大阪市住吉区）・住吉神社（福岡市博多区）・ 住吉神社（山口県下関市）
- 最古の住吉神社（三韓征伐に由来）
  - 住吉神社（長崎県壱岐市）
- 三大住吉以外で三韓征伐に由来する神社
  - 風浪宮（福岡県大川市）・ 本住吉神社（神戸市東灘区住吉宮町）・唐津神社（佐賀県唐津市）
- 三韓征伐に由来する神社から勧進された神社
  - 高良大社（福岡県久留米市）・住吉神社（兵庫県明石市魚住町）・住吉神社（兵庫県加西市北条町）・服部住吉神社（大阪府豊中市）・安宅住吉神社（石川県小松市）・安住神社（栃木県塩谷郡）・住吉神社（東京都中央区）